# Minimulti
Minimulti – brydżowa konwencja licytacyjna, najprostsza odmiana innej konwencji 2♦ Multi.
Według tej konwencji otwarcie 2♦ oznacza blok na kolorze starszym w sile ok. 6-10 PH, normalnego słabego dwa. Odpowiadający ma do dyspozycji następujące odzywki:
- Pas – słaba ręka z karami bez fitów w kierach lub pikach.
- 2♥ – do pasa jeżeli otwierający ma kiery, jeżeli ma słabe dwa na pikach to poprawia na 2♠. Po ewentualnych 2♠ odpowiadający może zainwitować końcówkę pikową (jedną z możliwości jest pytanie o singletona 2BA).
- 2BA – silne pytanie o rękę otwierającego. Istnieje wiele szkół odpowiedzi na to pytanie, najprostsza z nich to 3 w kolor młodszy pokazuje maksimum na kierach/pikach, 3 w kolor starszy pokazuje minimum w licytowanym kolorze, a 3BA pokazuje solidny kolor starszy (AKD).
- 3♣ – może być grane jako naturalne i inwitujące (lub forsujące) lub sztuczne, automat do 3♦, pokazujące silną rękę jednokolorową (odpowiadający licytuje kolor naturalnie po wymuszonym 3♦).
- 3♦ – może być grane jako naturalne i inwitujące (lub forsujące) lub jako sztuczny inwit do końcówki z fitami w obu kolorach starszych.
- 3♥ – do koloru, otwierający pasuje z kierami i licytuje 3♠ z pikami.
- 3♠ – do koloru, otwierający pasuje z pikami i licytuje 4♥z kierami.
- 3BA – do gry.
- 4♣ – sztuczne, prosi partnera o transfer na jego kolor.
- 4♦ – sztuczne, prosi partnera o zalicytowanie jego koloru.